# Robin Simović
Robin Simović (Malmö, 29 maggio 1991) è un calciatore svedese, attaccante svincolato.

## Carriera
Cresciuto nelle giovanili del Bunkeflo IF e poi in quelle del Malmö FF, a marzo 2010 è stato ceduto in prestito da quest'ultima squadra al Lund, in Division 1. A giugno dello stesso anno è tornato al Malmö FF, che lo ha nuovamente ceduto con la medesima formula al Lilla Torg, in Division 2, la quarta serie nazionale. Nel 2011 è stato ingaggiato a titolo definitivo dall'IFK Klagshamn, sempre in Division 2.
Nel 2012 ha firmato un contratto biennale con l'Ängelholm, in Superettan (secondo livello del campionato svedese). Il 15 aprile ha disputato il primo match in squadra, subentrando a Robin Staaf nel successo per 1-0 sull'IFK Värnamo. Il 7 maggio è arrivata la prima rete, nel 2-2 in casa dello Jönköpings Södra.
Il 6 febbraio 2013, l'Helsingborg ha comunicato l'acquisto di Simović, che si è legato al nuovo club per i successivi tre anni e mezzo. Il 31 marzo ha quindi esordito in Allsvenskan, quando è stato schierato titolare nel 3-0 inflitto al Djurgården. Il 18 aprile 2013 ha segnato la prima rete nella massima divisione locale, nel successo per 1-4 arrivato in casa dell'IFK Norrköping.
Nel 2016 si è accordato con i giapponesi del Nagoya Grampus, in J1 League. Ha giocato la prima partita in squadra il 27 febbraio, quando ha segnato anche una rete nella vittoria per 0-1 maturata sul campo del Júbilo Iwata. Alla fine di quella stessa stagione, la squadra è retrocessa in J2 League.
Nel 2018 si è accordato con l'Omiya Ardija, sempre in J2 League. Il 25 febbraio ha esordito in campionato, trovando anche una rete nella vittoria per 2-1 sul Ventforet Kofu. È rimasto in squadra per due stagioni.
Il 12 febbraio 2020, il Livorno ha annunciato d'aver ingaggiato Simović. Ha scelto di vestire la maglia numero 31. Il debutto in Serie B è arrivato il 29 febbraio successivo, subentrando a Franco Ferrari in occasione del successo per 0-1 maturato sul campo del Chievo.
Il 29 agosto 2020, Simović è stato tesserato dai norvegesi dell'Odd. Il giocatore, che ha scelto di indossare la maglia numero 22, si è legato al nuovo club fino al successivo 31 dicembre. Simović non è stato però incluso nella lista dei convocati in vista dell'imminente incontro con il Mjøndalen a causa della mancata concessione del transfer da parte della FIGC. Il 31 agosto sono state svolte le ultime formalità burocratiche e lo svedese si è messo quindi a disposizione della nuova squadra.
Il 16 febbraio 2021 è tornato a far parte di una squadra dell'Allsvenskan svedese con l'ingaggio da parte del Varberg, squadra allenata da Joakim Persson che già era stato suo tecnico ad Ängelholm. Ha contribuito al raggiungimento della salvezza sia durante l'Allsvenskan 2021 (nella quale ha segnato 3 gol in 20 presenze) sia nell'edizione seguente (7 reti in 24 partite di campionato più altri 2 gol nelle 2 gare valevoli per gli spareggi salvezza contro l'Öster).
Dopo i due anni al Varberg, nel febbraio 2023 è ritornato all'estero con l'ingaggio da parte dei sudcoreani degli Jeonnam Dragons.

## Statistiche

### Presenze e reti nei club
Statistiche aggiornate al 24 febbraio 2023.
| Stagione              | Squadra               | Campionato            | Campionato | Campionato | Coppe nazionali | Coppe nazionali | Coppe nazionali | Coppe continentali | Coppe continentali | Coppe continentali | Altre coppe | Altre coppe | Altre coppe | Totale | Totale | Totale |
| Stagione              | Squadra               | Comp                  | Pres       | Reti       | Comp            | Pres            | Reti            | Comp               | Pres               | Reti               | Comp        | Pres        | Reti        | Pres   | Reti   |        |
| --------------------- | --------------------- | --------------------- | ---------- | ---------- | --------------- | --------------- | --------------- | ------------------ | ------------------ | ------------------ | ----------- | ----------- | ----------- | ------ | ------ | ------ |
| mar.-giu. 2010        | Lund                  | D1                    | 1          | 0          | CS              | ?               | ?               | -                  | -                  | -                  | -           | -           | -           | 1+     | 0+     |        |
| lug.-dic. 2010        | Lilla Torg            | D2                    | 10         | 3          | CS              | -               | -               | -                  | -                  | -                  | -           | -           | -           | 10     | 3      |        |
| 2011                  | IFK Klagshamn         | D2                    | 18         | 15         | CS              | ?               | ?               | -                  | -                  | -                  | -           | -           | -           | 18     | 15     |        |
| 2012                  | Ängelholm             | S                     | 27         | 17         | CS              | ?               | ?               | -                  | -                  | -                  | -           | -           | -           | 27+    | 17+    |        |
| 2013                  | Helsingborg           | A                     | 28         | 8          | CS              | 4               | 0               | -                  | -                  | -                  | -           | -           | -           | 32     | 8      |        |
| 2014                  | Helsingborg           | A                     | 11         | 0          | CS              | 2               | 0               | -                  | -                  | -                  | -           | -           | -           | 13     | 0      |        |
| 2015                  | Helsingborg           | A                     | 25         | 12         | CS              | 0               | 0               | -                  | -                  | -                  | -           | -           | -           | 25     | 12     |        |
| Totale Helsingborg    | Totale Helsingborg    | Totale Helsingborg    | 64         | 20         |                 | 6               | 0               |                    | -                  | -                  |             | -           | -           | 70     | 20     |        |
| 2016                  | Nagoya Grampus        | J1                    | 29         | 11         | CG+CdL          | ?+2             | ?+0             | -                  | -                  | -                  | -           | -           | -           | 31+    | 11+    |        |
| 2017                  | Nagoya Grampus        | J2                    | 42         | 21         | CG+CdL          | 1+?             | 0+?             | -                  | -                  | -                  | -           | -           | -           | 42+    | 21+    |        |
| Totale Nagoya Grampus | Totale Nagoya Grampus | Totale Nagoya Grampus | 71         | 32         |                 | 1+2+            | 0+              |                    | -                  | -                  |             | -           | -           | 74+    | 32+    |        |
| 2018                  | Omiya Ardija          | J2                    | 27         | 6          | CG+CdL          | ?               | ?               | -                  | -                  | -                  | -           | -           | -           | 27+    | 6+     |        |
| 2019                  | Omiya Ardija          | J2                    | 28         | 8          | CG+CdL          | ?               | ?               | -                  | -                  | -                  | -           | -           | -           | 28+    | 8+     |        |
| Totale Omiya Ardija   | Totale Omiya Ardija   | Totale Omiya Ardija   | 55         | 14         |                 | ?               | ?               |                    | -                  | -                  |             | -           | -           | 55+    | 14+    |        |
| feb.-giu. 2020        | Livorno               | B                     | 2          | 0          | CI              | -               | -               | -                  | -                  | -                  | -           | -           | -           | 2      | 0      |        |
| ago.-dic. 2020        | Odd                   | ES                    | 13         | 2          | -               | -               | -               | -                  | -                  | -                  | -           | -           | -           | 13     | 2      |        |
| 2021                  | Varberg               | A                     | 20         | 3          | CS              | 1               | 0               | -                  | -                  | -                  | -           | -           | -           | 21     | 3      |        |
| 2022                  | Varberg               | A                     | 24+2       | 7+2        | CS              | 0               | 0               | -                  | -                  | -                  | -           | -           | -           | 26     | 9      |        |
| Totale Varberg        | Totale Varberg        | Totale Varberg        | 44+2       | 10+2       |                 | 1               | 0               |                    | -                  | -                  |             | -           | -           | 47     | 12     |        |
| 2023                  | Jeonnam Dragons       | K2                    | 0          | 0          | CCS             | 0               | 0               | -                  | -                  | -                  | -           | -           | -           | 2      | 0      |        |
| Totale carriera       | Totale carriera       | Totale carriera       | ?          | ?          |                 | ?               | ?               |                    | -                  | -                  |             | -           | -           | ?      | ?      |        |